# Медаевка (посёлок)
Медаевка — посёлок в Мокшанском районе Пензенской области. Входит в состав Чернозерского сельсовета.

## География
Находится в северной части Пензенской области на расстоянии приблизительно 22 км на северо-запад от районного центра поселка Мокшан на правом берегу реки Мокша.

## История
Основан в начале 1680-х годов казаками пензенско-инсарской оборонительной линии. Именовался Медаевской слободой по речке Медаевке. После перевода казаков в Азов в 1697 году их земля отказана боярину Федору Матвеевичу Апраксину. Затем сселена. Новый поселок Медаевка основан в начале 1920-х, возможно, на том же месте. В 2004 году 25 хозяйств.

## Население
Численность населения: 158 человек (1926 год), 87 (1939), 150 (1959), 104 (1979), 82(1989), 65 (1998). Население составляло 52 человек (русские 48 %, мордва 52 %) в 2002 году, 42 в 2010.